# モンティ・ブラウン
モンティ・ブラウン（Monty Brown、1970年4月13日 - ）は、アメリカ合衆国のプロレスラー。ミシガン州サギノー出身のアフリカ系アメリカ人。

## 来歴
1993年から1996年まで、アメリカンフットボール選手としてNFLのバッファロー・ビルズ、ニューイングランド・ペイトリオッツに在籍。NFLを引退後、プロレスラーの道を志した。
2002年にTNAに登場し、アメリカンフットボールのキャリアを生かしたパワーを持ち味に上位陣の1人として活躍。そのパワーが繰り出すインパクトから、ジ・アルファ・メイル(The Alpha Male）というニックネームで呼ばれるようになった。その後一旦フェードアウトし、2004年春頃に再登場。同年11月にジェフ・ジャレットのNWA世界ヘビー級王座に挑戦するが、当時ジャレットと結託していたスコット・ホールとケビン・ナッシュの介入で王座奪取は果たせなかった。
2005年2月にはケビン・ナッシュ、ダイヤモンド・ダラス・ペイジとのNWA王座挑戦を懸けた3WAY戦を制し、直後にジェフ・ジャレットに再挑戦するも、ここでもジャレットのギター攻撃で敗退。その後もNWA王座を狙い続けるが、挑戦にこぎつけることはできても戴冠には至らなかった。
TNAはブラウンを次代のスターとして期待しており、大切に育てていた。2006年はサモア・ジョー、ライノというパワーファイター2人と抗争を繰り広げた。
2006年11月15日にWWEと契約し、マーキス・コー・ヴァン（Marquis Cor Von）のリングネームでECW所属となる。しかしWWEでは活躍をすることができず、2007年9月に解雇された。
2008年にはテキサス州のインディー団体PCW（Professional Championship Wrestling）に登場。

## 得意技
バウンス
相手を走らせて横からの強烈な体当たりで相手を吹っ飛ばす。
フジワラ・アームバー
脇固め。WWE時代に使用。
アルファ・ボム
ブロックバスターの体勢から相手を上に放り投げ、空中で相手をキャッチしてのパワーボム。

## 獲得タイトル
- JCWヘビー級王座：1回
- PTWヘビー級王座：1回
- UWAヘビー級王座：2回